# Magão Barca
Magão (também grafado Magon ou ainda Mago; 243 a.C. — 203 a.C.) foi um general cartaginês. Era filho de Amílcar Barca, irmão de Aníbal  e Asdrúbal, e o mais novo dos três irmãos. Teve um papel de destaque na Segunda Guerra Púnica, chefiando as forças de Cartago contra a República Romana na Hispânia, a Gália Cisalpina e Itália.
Pouco se sabe sobre os seus primeiros anos, exceto que, ao contrário dos seus irmãos maiores, não é mencionado na emboscada na que o seu pai foi assassinado.

## Na Península Itálica
Aníbal incluiu Magão entre os comandantes que o acompanharam à Itália. Também o acompanhavam Maárbal, Hanão, o Velho, Mutino, Cártalo e outro Asdrúbal.
Magão lutou ao lado de Aníbal na invasão da Itália, e desempenhou um papel chave em muitas batalhas. Na batalha do Trébia comandou o destacamento que emboscou os romanos. Depois da batalha, Magão comandou a retaguarda da coluna cartaginesa, no Lácio marcharam para sul através dos pântanos de Aino. Na batalha de Canas, Magão e Aníbal tomaram posições com a infantaria gala no centro, nos grupos mais vulneráveis e na posição fundamental da formação.
Depois da vitória de Canas, Aníbal enviou Magão com um destacamento a Brútio (sul da Itália). Enquanto avançavam, Magão subjugou várias cidades e atraiu outras para o bando cartaginês. Desde Brútio, Magão embarcou para Cartago, deixando Hanão, o Velho no comando da guarnição cartaginesa. Magão apresentou os anéis de ouro dos equites romanos caídos em Canas ao Conselho dos Cem (Senado Cartaginês) a fim de pedir reforços para Aníbal no final do seu discurso. Em resposta, Hanão II, o Grande, líder da oposição dos Bárcidas, fez várias perguntas a Magão, que reluziram mais que a apresentação deste. Contudo, os membros do Senado votaram por concentrar um exército, composto por 12 000 homens de infantaria, 1 500 de cavalaria e 20 elefantes como reforços para Aníbal. Porém, quando a notícia da desastrosa batalha de Dertosa chegou a Cartago, Magão e o seu exército foram enviados à Península Ibérica como reforços para Asdrúbal Barca. Porém, o Conselho dos Cem não ignorou totalmente a frente da Itália, e uma força de 4 000 ginetes númidas e 40 elefantes foram enviados a Lorcos, em Brúcio, escoltados pela frota púnica de Bomílcar. Este foi o único reforço que recebeu Aníbal do seu governo.

## Campanhas ibéricas
Embora nominalmente Asdrúbal Barca comandasse todas as forças cartaginesas na Península Ibérica, Magão recebeu um autoridade independente, uma divisão que teria graves consequências mais tarde. Os dois irmãos Barca, com a ajuda de Asdrúbal Giscão, combateram contra os romanos, sob o comando dos irmãos Cipião durante 215-212 a.C. Magão, numa emboscada à cavalaria de Públio Cornélio Cipião, matou 2 000 romanos perto de Acra Leuce em 214 a.C., bem como ajudou na manutenção da lealdade a Cartago das tribos hispânicas. Em geral, os cartagineses conseguiram manter o equilíbrio de poder na Hispânia apesar dos esforços dos Cipiões, mas não enviaram nenhuma ajuda a Aníbal. A situação era favorável, pelo qual Asdrúbal Barca passou à África com um exército para esmagar a rebelião de Sífax, o rei das tribos númidas em 212 a.C., sem os Cipiões causarem problemas na Ibéria. Magão e Asdrúbal Giscão guareciam as posses cartaginesas na Ibéria sem dificuldade, apesar de os Cipiões serem mais numerosos durante a ausência de Asdrúbal.
Os irmãos Cipião lançaram uma grande ofensiva em 211 a.C. Os exércitos cartagineses separaram-se com Asdrúbal Giscão perto de Gades com 10 000 soldados, e Magão perto de Cástulo com outros 10 000, e Asdrúbal Barca com 15 000 soldados perto de Amtorgis. Os Cipiões planearam fazer face aos cartagineses e simultaneamente destruir os seus exércitos.
A coordenação dos três exércitos cartagineses foi crucial para derrotar e matar os irmãos Cipião e destruir a maior parte das forças romanas na Hispânia nas batalhas que se seguiram. Os Cipiões separaram os seus exércitos, com Públio Cipião marchando a oeste com 20 000 soldados para atacar Magão perto de Cástulo, enquanto Cneu Cornélio Cipião Calvo tomou 35 000 para atacar Asdrúbal Barca. A força de Asdrúbal Giscão marchou a unir-se com Magão Barca, que, com a ajuda de Indíbil e Massinissa, derrotaram e mataram Públio Cipião na Batalha de Cástulo, e depois, com os seus exércitos combinados, juntaram-se com Asdrúbal Barca para derrotarem e matar Cneu Cipião num lapso de 23 dias na Batalha de Ilorci. Contudo, a falta de coordenação depois da batalha deu lugar à fuga dos sobreviventes romanos, por volta de 8 000 homens, a norte do rio Ebro. Estes homens suportaram em duas ocasiões os ataques cartagineses, e depois foram reforçadas por 20 000 homens da Itália em 210 a.C.
Públio Cornélio Cipião, aproveitando a falta de coordenação entre os generais cartagineses e a situação dispersa dos seus exércitos, acabou tomando Cartagena numa audaz expedição em 209 a.C. Magão e o seu exército chegaram após 3 dias de marcha desde Cartagena. Os cartagineses deslocaram a sua base para Gades.
Em 208 a.C., depois da batalha de Bécula, Asdrúbal Barca abandonou Hispânia para invadir Itália e levar reforços ao seu irmão Aníbal, que estava em Lucânia. Magão transladou o seu exército à zona entre os rios Tejo e Douro numa missão com a contratação de soldados para Hanão, um general recém chegado.
A sua missão foi um sucesso, mas dividiu o exército em 2 acampamentos e relaxou a sua vigilância. O seu exército foi surpreendido e dispersado pelas forças romanas no comando de Marco Silano em 207 a.C. Hanão foi capturado, mas Magão conseguiu escapar com uns poucos milhares de sobreviventes para Gades, cidade na que se uniram às forças de Asdrúbal Giscão. Os cartagineses dispersos do seu exército alojaram-se em várias cidades e Magão focou-se na contratação de novas tropas. Esta estratégia foi frustrada com a estratégia de Cipião de forçar uma batalha decisiva desse mesmo ano.
Magão gozou do comando conjunto do novo exército e capitaneou uma incursão no exército romano com a sua cavalaria. A previsão de Cipião o Africano, que mantivera a sua cavalaria fora dos acampamentos numa posição oculta, levou à derrota desta incursão.
Após sofrer a derrota de Ilipa em 206 a.C., Asdrúbal Giscão regressou a África e Magão retirou-se para Gades (moderna Cádiz) com os restos do seu exército. O seu adjunto, outro Hanão, foi derrotado por Lúcio Márcio, e Magão não pôde aproveitar a rebelião das tribos hispânicas sob Indíbil nem o motim dos soldados romanos em 205 a.C.. Dirigiu uma tentativa de recuperar Cartago Nova, mas sofreu graves perdas. Ao regressar, encontrou as portas de Gades fechadas, e navegou para as ilhas Baleares após crucificar os magistrados da cidade por traição.

## Terceira expedição cartaginesa a Itália
Magão encabeçou uma campanha de invasão da Itália, esta vez por mar, com 15 000 homens em princípios de verão de 205 a.C. O exército zarpou de Minorca para Ligúria sob a escolta de 30 quinquerremes. Magão conseguiu capturar Gênova, e manteve o controle do norte da Itália durante cerca de três anos, em guerra com as tribos das montanhas e reunindo tropas. Os romanos enviaram 7 legiões para manter a vigilância sobre ele e recuperar o norte da Itália. Em 204 a.C. Magão foi reforçado por Cartago com 6 000 soldados de infantaria e alguns de cavalaria.
Ferido numa batalha na Gália Cisalpina, Magão retornou para Cartago junto a Aníbal para a sua defesa, pois Cipião (o futuro Cipião o Africano) destruíra os exércitos de Asdrúbal Giscão, o de Hanão, filho de Bomílcar, e capturara Sífax, um aliado de Cartago na África. Magão e o seu exército zarparam da Itália em 202 a.C. sob a escolta da frota púnica, e não foi molestado pela armada romana. Contudo, faleceu no mar antes de chegar a Cartago.
A capacidade de Magão como um comandante de campo pode ser vista a partir das suas ações nas batalhas de Trébia e Canas, na que o seu insucesso poderia condenar o exército cartaginês. Foi um líder capaz de cavalaria, como demonstram as suas repetidas emboscadas aos romanos na Península Ibérica e na Itália.